# Aaron Njovu
Aaron Njovu – zambijski piłkarz grający na pozycji pomocnika. W swojej karierze grał w reprezentacji Zambii.

## Kariera klubowa
W swojej karierze piłkarskiej Njovu grał w klubie Red Arrows FC.

## Kariera reprezentacyjna
W 1982 roku Njovu był powołany do reprezentacji Zambii na Puchar Narodów Afryki 1982. Zagrał na nim w trzech meczach: grupowym z Nigerią (3:0), w którym strzelił gola, półfinałowym z Libią (1:2) i o 3. miejsce z Algierią (2:0). Z Zambią zajął 3. miejsce w tym turnieju.